# Acacia dudgeonii
Acacia dudgeonii é uma espécie de leguminosa do gênero Acacia, pertencente à família Fabaceae.